# André Doms
André Doms est un poète et essayiste belge de langue française né le 9 mars 1932 à Bruxelles.
Sa poésie est minérale et végétale. Il veut faire de son langage "un galet façonné par le creux de sa main, désapprendre la peur, habiter la matière". Il est journaliste et critique litteraire.

## Distinctions littéraires
L'Académie royale de langue et de littérature françaises de Belgique décerne en 1979 à André Doms le prix Léopold Rosy pour son essai Lecture de Jean Glineur et en 1996 le prix Félix Denayer pour l'ensemble de son œuvre.

## Œuvres
- Poèmes des anges (Lion, 1953)
- Chant de Léna (Marginales, 1961)
- L'Ombre La Sentinelle (Chambelland, 1963)
- Matière habitée (Chambelland, 1965)
- Cantate pour le vif des temps (Fagne, 1971)
- Selon les plis et reflets (Le Cormier, 1974)
- Lecture silencieuse (Belfond, 1982)
- L'aube et l'aval (Sud, 1990)
- L'ost/rhapsodie (L'Arbre à paroles, 1993)
- La fascinante consumée (L'Orange bleue, 1994)
- Au présent de l'histoire (L'Estocade, 1998)
- La tapisserie d'Hélène (L'Arbre à paroles, 2005)
- Demeure successive (1956-2006) (L'Arbre à paroles, 2008)
- Voyeur voyageur (Le Taillis pré, 2012)
- Sérénade (L'Herbe qui tremble, 2013)

## Extrait poétique
« S'ouvre l'été par des paliers de cuivre. L'horizon se déplie. Tangible la terre d'ici. Elle œuvre et repose, dépose et recueille. » (Plateau, 1965)

## Sur André Doms
- Georges Thinès et Pierre Romnée, André Doms, Entre épopée et lyrisme (suivi d'un choix de poèmes), L'Âge d'homme, 2008

## Source primaire
- Revue Poésie 1, n°27, 1972 : La nouvelle poésie française de Belgique
- Revue Chiendents, n°39, 2013. Ce numéro conçu par les poètes Jean-Louis Rambour et Pierre Tréfois est entièrement consacré à André Doms. Il contient notamment 12 poèmes inédits.
- Jean Rousselot. Dictionnaire de la poesie francaise contemporaine 1968, Auge, Guillon, Hollier -Larousse, Mooreau et Cie.-Librairie Larousse, Paris